# Claes Corneliszoon Moeyaert
Nicolaes "Claes" Corneliszoon Moeyaert eller Moyaert, född 1592 i Amsterdam, död där troligen 1669, var en nederländsk konstnär.
Moeyaert reste i Italien, där han särskilt tog intryck av Paul Bril, Adam Elsheimer och Caravaggio. 1618 är han åter påvisbar i Amsterdam. Moyaert påverkades av Pieter Lastman och caravaggisterna i Utrecht, senare av Rembrandt. Han målade främst bibliska, mytologiska och historiska motiv samt porträtt.